# Lariscus hosei
Lariscus hosei — вид гризунів родини Sciuridae. Він ендемік Борнео. Його природним середовищем існування є субтропічні або тропічні сухі ліси. Йому загрожує втрата середовища існування.

## Спосіб життя
Про спосіб життя відомо мало. L. hosei веде денний спосіб життя та живе на землі. Її раціон складається з комах, фруктів та коріння.

## Характеристики
Це вивірка середнього розміру, довжина голови й тулуба якої досягає від 172 до 192 мм. Довжина хвоста становить від 110 до 142 мм, довжина задніх лап – від 42 до 46 мм, а вага – від 145 до 215 грамів. Спина та боки характеризуються чотирма чорними смугами. Дві центральні смуги розділені піщаною центральною лінією. Внутрішня та зовнішня смуги розділені дуже блідими лініями. Голова, шия, боки та зовнішні сторони лап сіро-оливкові. Горло, черево та внутрішні сторони ніг кремового кольору, здебільшого з лисячим червоним відтінком. Хвіст оранжево-сірий з чорним кільцем.